# Pylkönsaari (ö i Södra Savolax, Nyslott, lat 62,00, long 28,40)
Pylkönsaari är en ö i Finland. Den ligger i sjön Putkilahti och i kommunen Rantasalmi i den ekonomiska regionen  Nyslotts ekonomiska region  och landskapet Södra Savolax, i den sydöstra delen av landet, 270 km nordost om huvudstaden Helsingfors. Öns area är 1,2 hektar och dess största längd är 280 meter i sydöst-nordvästlig riktning.